# Distrito de Al Jufrah
El Distrito de Al Jufrah (en árabe: الجفرة‎ Al Ǧufra) es uno de los veintidós distritos de Libia. Se localiza en el centro de Libia y su ciudad capital es la ciudad de Hun.